# Ameronothrus schneideri
Ameronothrus schneideri is een mijtensoort uit de familie van de Ameronothridae. De wetenschappelijke naam van de soort is voor het eerst geldig gepubliceerd in 1905 door Oudemans.